# Пікче-Рокс (Аризона)
Пікче-Рокс (англ. Picture Rocks) — переписна місцевість (CDP) в США, в окрузі Піма штату Аризона. Населення — 9551 особа (2020).

## Географія
Пікче-Рокс розташований за координатами 32°20′34″ пн. ш. 111°14′58″ зх. д. / 32.34278° пн. ш. 111.24944° зх. д. (32.342663, -111.249462). За даними Бюро перепису населення США в 2010 році переписна місцевість мала площу 183,59 км², з яких 183,55 км² — суходіл та 0,03 км² — водойми.

## Демографія
Згідно з переписом 2010 року, у переписній місцевості мешкали 9563 особи в 3689 домогосподарствах у складі 2570 родин. Густота населення становила 52 особи/км². Було 4177 помешкань (23/км²).
Расовий склад населення:
| - 89,3 % — білих - 1,4 % — корінних американців - 0,8 % — чорних або афроамериканців - 0,5 % — азіатів - 0,1 % — вихідців з тихоокеанських островів - 4,9 % — осіб інших рас |

До двох чи більше рас належало 3,0 %. Частка іспаномовних становила 16,3 % від усіх жителів.
За віковим діапазоном населення розподілялося таким чином: 22,5 % — особи молодші 18 років, 63,6 % — особи у віці 18—64 років, 13,9 % — особи у віці 65 років та старші. Медіана віку мешканця становила 44,2 року. На 100 осіб жіночої статі у переписній місцевості припадало 102,4 чоловіків; на 100 жінок у віці від 18 років та старших — 99,2 чоловіків також старших 18 років.
Середній дохід на одне домашнє господарство становив 81 954 долари США (медіана — 55 643), а середній дохід на одну сім'ю — 88 772 долари (медіана — 61 367). Медіана доходів становила 48 363 долари для чоловіків та 31 480 доларів для жінок. За межею бідності перебувало 13,3 % осіб, у тому числі 21,9 % дітей у віці до 18 років та 11,1 % осіб у віці 65 років та старших.
Цивільне працевлаштоване населення становило 3946 осіб. Основні галузі зайнятості: освіта, охорона здоров'я та соціальна допомога — 20,0 %, роздрібна торгівля — 18,0 %, науковці, спеціалісти, менеджери — 12,5 %, мистецтво, розваги та відпочинок — 8,4 %.